# العلاقات التركية الطاجيكية
العلاقات التركية الطاجيكستانية هي العلاقات الثنائية التي تجمع بين تركيا وطاجيكستان.

## مقارنة بين البلدين
هذه مقارنة عامة ومرجعية للدولتين:
| وجه المقارنة                                              | تركيا         | طاجيكستان                          |
| --------------------------------------------------------- | ------------- | ---------------------------------- |
| المساحة (كم2)                                             | 783.56 ألف    | 143.10 ألف                         |
| عدد السكان (نسمة)                                         | 80.14 مليون   | 8.92 مليون                         |
| الكثافة السكانية (ن./كم²)                                 | 102.28        | 62.33                              |
| العاصمة                                                   | أنقرة         | دوشنبه                             |
| اللغة الرسمية                                             | اللغة التركية | اللغة الطاجيكية                    |
| العملة                                                    | ليرة تركية    | ساماني طاجيكي، الروبل الطاجيكستاني |
| الناتج المحلي الإجمالي (بليون دولار)                      | 851.10 مليار  | 7.15 مليار                         |
| الناتج المحلي الإجمالي (تعادل القوة الشرائية) بليون دولار | 1.57 تريليون  | 24.03 مليار                        |
| الناتج المحلي الإجمالي الاسمي للفرد دولار أمريكي          | 9.12 ألف      | 925                                |
| الناتج المحلي الإجمالي للفرد دولار أمريكي                 | 19.79 ألف     | 2.69 ألف                           |
| مؤشر التنمية البشرية                                      | 0.761         | 0.624                              |
| رمز المكالمات الدولي                                      | +90           | +992                               |
| رمز الإنترنت                                              | .tr           | .tj                                |
| المنطقة الزمنية                                           | ت ع م+03:00   | ت ع م+05:00                        |

## مدن متوأمة
في ما يلي قائمة باتفاقيات التوأمة بين مدن تركية وطاجيكستانية:
- ترتبط أنقرة مع دوشنبه باتفاقية توأمة منذ 1990.

## منظمات دولية مشتركة
يشترك البلدان في عضوية مجموعة من المنظمات الدولية، منها:
| علم المنظمة | اسم المنظمة                        | تاريخ انضمام تركيا | تاريخ انضمام طاجيكستان |
| ----------- | ---------------------------------- | ------------------ | ---------------------- |
|             | مؤسسة التنمية الدولية              | 22 ديسمبر 1960     | 4 يونيو 1993           |
|             | منظمة الأمن والتعاون في أوروبا     | 25 يونيو 1973      | 30 يناير 1992          |
|             | مؤسسة التمويل الدولية              | 19 ديسمبر 1956     | 2 ديسمبر 1994          |
|             | منظمة حظر الأسلحة الكيميائية       | ?                  | ?                      |
|             | الأمم المتحدة                      | 24 أكتوبر 1945     | 2 مارس 1992            |
|             | الاتحاد الدولي للاتصالات           | 1866               | 28 أبريل 1994          |
|             | منظمة التعاون الإسلامي             | 25 سبتمبر 1969     | ?                      |
|             | منظمة الشرطة الجنائية الدولية      | ?                  | ?                      |
|             | الاتحاد البريدي العالمي            | ?                  | ?                      |
|             | البنك الدولي للإنشاء والتعمير      | 11 مارس 1947       | 4 يونيو 1993           |
|             | وكالة ضمان الاستثمار متعدد الأطراف | 3 يونيو 1988       | 9 ديسمبر 2002          |
|             | بنك التنمية الآسيوي                | 1991               | 1998                   |
|             | يونسكو                             | 4 نوفمبر 1946      | 6 أبريل 1993           |
|             | الفريق المعني برصد الأرض           | ?                  | ?                      |

## وصلات خارجية
- موقع وزارة الخارجية التركية